# カタールサッカー協会
カタールサッカー協会（カタールサッカーきょうかい、英語: Qatar Football Association、アラビア語: الاتحاد القطري لكرة القدم）は、カタールにおけるサッカーを統括する競技運営団体。略称はQFA。国際サッカー連盟 (FIFA) とアジアサッカー連盟 (AFC) に加盟している。
国内リーグであるカタール・スターズリーグやサッカーカタール代表を組織する。

## 歴史
以前のカタールサッカー協会は組織の経験が乏しく、試合の手配もままならい状況であった。試合を行うにはクラブ同士の口頭契約または簡単な手紙による申請で行われていた。また優勝カップも試合を申し込んだ側が用意しなければならなかった。

## 移籍システム
1962年まで、選手の移籍に関しては国内移籍・国外移籍を問わず自由度が高く、移籍を志願する選手がクラブに対して移籍志願書の提出と10インド・ルピーを支払うだけで良かった。

## 外国人選手
1950年代から1970年代にかけて、アラブ諸国からたくさんの選手がカタールに集まった。その選手たちはクラブと契約を結ばず、政府政権や企業に雇用されていた。

## 財務
カタール政府は、カタールサッカー協会を通して年間200億円程度（推定）、サッカーに投資しており、カタール・スターズリーグのカタール人選手には月750万円程度の給料と家や車を支給している。カタール代表が重要な試合に勝つと、選手1人につき1試合で2000万円の報酬と家や車を支給している（いずれも2008年時点）。